# Баклин, Николай Васильевич
Николай Васильевич Баклин (1887—1967, Москва) — русский советский деятель кино, режиссёр-постановщик научного кино, изобретатель, педагог. Один из основоположников советского научного кино.

## Биография
После окончания физико-математического факультета Московского университета, с 1913 года продолжил учёбу в Московском высшем техническом училище.
В кино стал работать в 1913 году, когда «Торговый дом Ханжонкова» предложил группе молодых научных работников под руководством физика В. К. Аркадьева организовать производство научных кинофильмов. Руководил научным отделом студии А. Ханжонкова. В этой первой в России лаборатории научных кинофильмов Н. Баклин поставил картины «Динамо-машина, её принцип и устройство», «Термометр», «Учение о теплоте», «Распространение электромагнитных волн вибратором Герца» и ещё несколько фильмов на физические темы.
В 1914 году совместно с В. К. Аркадьевым Н. В. Баклин построил так называемый «генератор молний», который являлся первым импульсным генератором в России, работавшим на принципе последовательного соединения конденсаторов для получения умноженного напряжения.
Генератор Аркадьева — Баклина принципиально напоминал работу генератора Маркса, но в отличие от него использовал контактно-механический способ соединения конденсаторов ступеней, а не бесконтактный, как в генераторе Маркса.
Лаборатория научных фильмов А. А. Ханжонкова за два с лишним года своего существования внесла большой вклад в историю отечественной учебной кинематографии. В ней впервые в России была выработана методика объемной и плоскостной мультипликации и методика микрокиносъёмки. В ней также разрабатывались принципы построения школьного научного и производственного фильмов. Опыт, накопленный работниками этой лаборатории, с большой пользой был воспринят советской научно-популярной кинематографией в годы её становления.
После начала Первой мировой войны был призван в русскую армию, и Баклину пришлось расстаться с работой на кинофабрике А. А. Ханжонкова. Впрочем, по его воспоминаниям, производство учебных фильмов  лаборатории в годы войны прекратилось, так как акционеры сочли его ненужным и невыгодным в военных условиях.
В 1920-е годы Н. Баклин занимался организацией особого отдела Госкино — «Культкино», ставшего крупнейшим в СССР производителем научных фильмов. Работал заведующим «Культкино».
В «Культкино» он принял участие в постановке фильмов «Аборт», «Химическое оружие», «Русская наука за 200 лет», «Строение материи», «Волны в природе» и др.
В 1927—1934 годах преподавал в Государственном техникуме киноискусства (позднее Всероссийский государственный институт кинематографии имени С. А. Герасимова); вёл курс «Научного кино», заведовал мастерской научно-мультипликационного кино, с 1931 года — там же был заведующим операторским факультетом (позднее — декан того же факультета). Одновременно был начальником отдела научного кино комбината научных и учебных фильмов треста «Союзтехкино».
Впоследствии работал в области специальных съёмок в различных научных учреждениях.
Похоронен в некрополе Донского монастыря.